# Robert Potonié
Robert Potonié (né le 2 décembre 1889 à Berlin et décédé le 26 janvier 1974 dans le même lieu) est un minéralogiste et paléobotaniste allemand. C'est un paléopalynologiste. Robert Potonié et Gerhard Kremp ont utilisé le terme Sporae dispersae dans leurs publications dès 1954.

## Biographie
Il est le fils du paléobotaniste franco-allemand Henry Potonié (1857-1913), lui-même fils de l'écrivain français Edmond Potonié, il étudie la géologie, la botanique et la chimie à Berlin à partir de 1909, interrompues par le service militaire pendant la Première Guerre mondiale de 1914 à 1918. Il obtient son doctorat en 1920 (Der mikrochemische Nachweis fossiler kutinisierter Zellwände sowie fossiler Zellulose und seine Bedeutung für die Geologie der Kohle) et son habilitation en 1922 à l'université technique de Berlin (Ligninabstammung der Kohle vom Paläontologischen Standpunkt aus). À partir de 1920, il travaille à la Preußische Geologische Landesanstalt (PGLA), et à partir de 1923 comme assistant permanent. En 1934, il devient géologue de district au Reichsamt für Bodenforschung et en 1955, il prend sa retraite en tant que directeur de département au Geologische Landesamt Nordrhein-Westfalen. Pendant la Seconde Guerre mondiale, il est fait prisonnier de guerre jusqu'en 1948.
Il enseigne à partir de 1923 à l'école technique supérieure de Berlin et, après la guerre, à partir de 1950 à l'université de Bonn, activité qu'il a poursuivie en tant que professeur honoraire jusqu'en 1966 (où il a surtout donné des cours sur la pétrologie du charbon). En 1957 et 1958, il est chercheur invité à l'Institut de paléobotanique de Lucknow.
Potonié s'est intéressé à la palynologie, à la paléobotanique et à la pétrologie du charbon et était connu pour ses recherches sur les spores et les pollens fossiles dans les gisements de lignite tertiaire et dans le Carbonifère de la Ruhr. Ses recommandations à ce sujet ont également été mises en œuvre au sein de la commission internationale de nomenclature botanique, dont il était membre, et il s'est également occupé de la détermination des espèces paléobotaniques en général. Potonié s'intéressait également aux questions chimiques de la paléobotanique (caustobiolites, parois cellulaires carbonisées et peau des spores). Il a publié 226 travaux scientifiques.

## Noms crédités à R. Potonié
- † Schizaeoisporites R.Potonié ex A.Delcourt & G.Sprumont, 1955
- † Lygodiumsporites R.Potonié, 1956

## Publications
- (de) Robert Potonié et Gerhard Kremp, Die Gattungen der palaeozoischen Sporae dispersae und ihre Stratigraphie, Geolog. Jahrbuch, 69, 1954, 111–194.
- (de) Robert Potonié et Gerhard Kremp, Die Sporae dispersae des Ruhrkarbons, ihre Morphologie und Stratigraphie mit Ausblicken auf Arten anderer Gebiete und Zeitabschnitte. Teil 1,2, 3, Palaeontographica, Band 98, 1955, 1–136, Band 99, 1956, 85–191, Band 100, 1956, 65–121.
- (de) Robert Potonié, Synopsis der Gattungen der Sporae dispersae, sechs Teile, Beihefte Geolog. Jahrbuch, 1956 bis 1970.
- (de) Robert Potonié, Synopsis der Sporae in situ, mehrere Teile, Beihefte Geolog. Jahrbuch, 1956 bis 1970.